# KLRD1
KLRD1 (англ. killer cell lectin-like receptor subfamily D, member 1; CD94) — мембранный белок, лектин, субъединица рецептора, экспрессированного на поверхности естественных киллеров и играющего роль в врождённом иммунитете. Продукт гена человека KLRD1.

## Функции
Естественные киллеры — отдельная линия лейкоцитов, которые обладают цитотоксической активностью и секретируют цитокины в ходе иммунной стимуляции. На поверхности этих клеток находится несколько белков суперсемейства лектинов типа С группы V (рецепторы NK-лимфоцитов), которые участвуют в регуляции клеточной функции естественных киллеров. KLRD1 (CD94) эксперссирован на поверхности естественных киллеров и благодаря своему внутриклеточному фрагменту участвует в клеточных сигнальных путях. Образует гетеродимерный рецептор с KLRC2, который взаимодействует с антигенами HLA-E на поверхности клеток-мишеней.

## Структура
KLRD1 состоит из 179 аминокислот, молекулярная масса 20,5 кДа. Описано по крайней форме 3 изоформы белка.

## Взаимодействия
KLRD1 взаимодействует с KLRC2 (CD159c).